# نهر برانتس

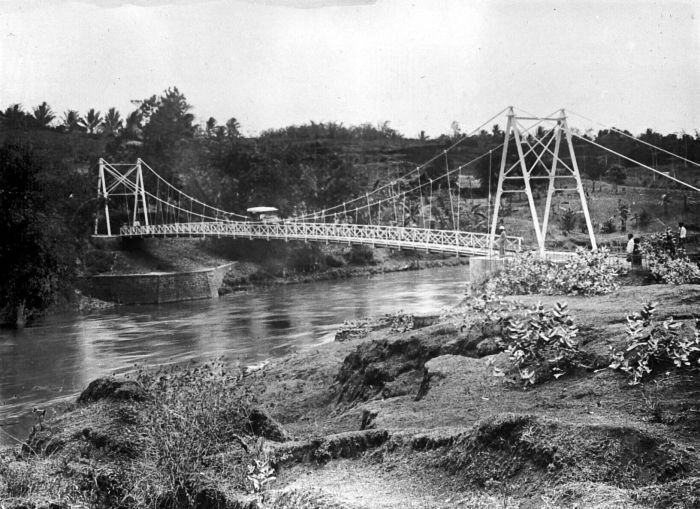
جسر معلق فوق نهر برانتس (حوالي 1922)

نهر برانتس (بالإندونيسية: Sungai Brantas)‏ هو نهر في جاوة الشرقية بإندونيسيا وهو ثاني أطول نهر في جاوة بعد نهر سولو. يبلغ طولها 320 كم، مساره شبه دائري أو لولبي الشكل: في منبعه يتجه النهر جنوبًا شرقًا، لكن تدريجياً ينحني جنوباً، ثم جنوباً غربياً، ثم غرباً، ثم شمالاً، وأخيراً يتدفق بشكلٍ عام نحو الشرق عند النقطة التي يتفرع منها ليصبح نهر كاليماس وبورونغ حيث تتدفق حول بركان نشط هو جبل كيلود.

## التاريخ
نقل الملك امبو سيندوك مملكته من مملكة ميدانج في جاوة الوسطى إلى موقع جديد على هذا النهر في حوالي 950 م ربما (واحد من عدد من الأسباب التي طرحت) بسبب انفجار بركان جبل ميرابي، اضطر إلى مغادرة مملكته لهذا المكان الآمن الجديد بالقرب من مدينة ماديون الحالية.